# Olympische Winterspiele 1998/Teilnehmer (Monaco)
| Gelbes Symbol für Goldmedaillen mit stilisierten Olympischen Ringen | Graues Symbol für Silbermedaillen mit stilisierten Olympischen Ringen | Braundes Symbol für Bronzemedaillen mit stilisierten Olympischen Ringen |
| ------------------------------------------------------------------- | --------------------------------------------------------------------- | ----------------------------------------------------------------------- |
| —                                                                   | —                                                                     | —                                                                       |

Monaco nahm an den Olympischen Winterspielen 1998 in Nagano einzig im Bobfahren mit einer Delegation von vier Athleten teil.

## Teilnehmer nach Sportarten

### Bob
Zweierbob
- Gilbert Bessi
- Jean-François Calmes

Viererbob
- Gilbert Bessi
- Jean-François Calmes
- Albert Grimaldi
- Pascal Camia